# A Republikanska futbolna grupa 1950
La A Republikanska futbolna grupa 1950 fu la 26ª edizione della massima serie del campionato di calcio bulgaro concluso con la vittoria della Dinamo Sofia, al suo settimo titolo.
Capocannoniere del torneo fu Lyubomir Hranov della Dinamo Sofia, con 13 reti.

## Stagione

### Contesto storico
Il 27 agosto 1949 il Partito Comunista Bulgaro decise di adottare il modello sportivo sovietico. Vennero sciolti tutti i club e vennero istituiti i Dobrovolni sportni organizatsii basati sui diversi settori dell'economia e della struttura pubblica, fondati in ogni città e che comprendevano tutti gli sport.

### Formula
Come nella stagione precedente le squadre partecipanti furono dieci e disputarono un girone di andata e ritorno per un totale di 18 partite.
Le ultime due classificate furono retrocesse in seconda serie.

## Classifica finale
| Pos. | Squadra               | G  | V  | N | P  | GF | GS | Punti |
| ---- | --------------------- | -- | -- | - | -- | -- | -- | ----- |
| 1    | Dinamo Sofia          | 18 | 12 | 5 | 1  | 36 | 12 | 29    |
| 2    | Udarnik Sofia         | 18 | 11 | 5 | 2  | 31 | 12 | 27    |
| 3    | Akademik Sofia        | 18 | 10 | 2 | 6  | 40 | 20 | 22    |
| 4    | Narodna Vojska Sofija | 18 | 9  | 4 | 5  | 22 | 12 | 22    |
| 5    | Spartak Stalin        | 18 | 10 | 2 | 6  | 37 | 27 | 22    |
| 6    | Cherveno zname Sofia  | 18 | 7  | 2 | 9  | 20 | 29 | 16    |
| 7    | Torpedo Plovdiv       | 18 | 5  | 4 | 9  | 19 | 34 | 14    |
| 8    | Torpedo Pleven        | 18 | 3  | 6 | 9  | 19 | 27 | 12    |
| 9    | Torpedo Sofia         | 18 | 4  | 2 | 12 | 16 | 29 | 10    |
| 10   | Cherveno zname Marek  | 18 | 2  | 2 | 14 | 9  | 47 | 6     |

## Capocannoniere
11 goals
- Lyubomir Hranov (Dinamo Sofia)